# 辻横由佳
辻横由佳（旧姓马场），日本女性游戏音乐家，京都府宇治市人，毕业于大阪电气通信大学。曾就职于任天堂第二方开发商Intelligent Systems，2000年辞职成为自由作曲家。主要为策略角色扮演游戏火焰之纹章系列作曲。